# 孔子紀年

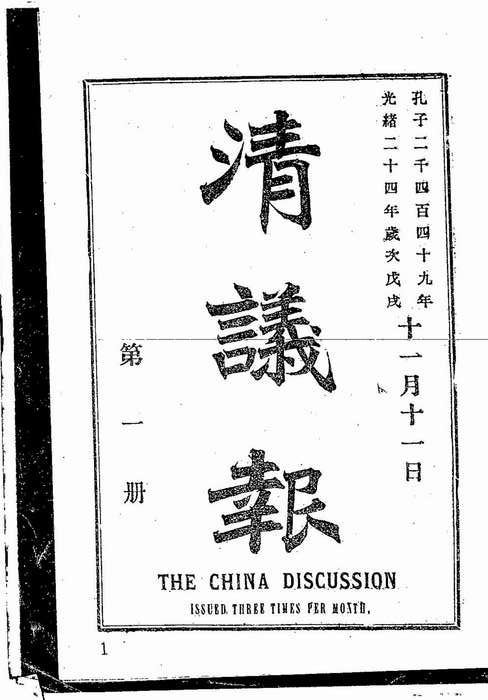
《清议报》，保皇会在日本筹办的机关刊物，其封面使用了孔子纪年

孔子紀元，又稱孔子紀年，一種紀年法，以孔丘作為紀年依據的紀元，通常以孔子誕生之年為元年。這種紀年法在清朝末年在中國出現，仿效西元以耶穌誕生為紀年之始的做法，以孔子出生作為紀年之始。最早由康有為及梁啟超等人提出。
孔子生於周靈王廿一年（魯襄公廿二年，黃帝紀元2148年，西元前551年）夏曆八月廿七（現行公历9月28日）。
清朝末年，一些學者、維新黨人開始反對以帝王年號紀年，提倡孔子紀年。康有為、梁啟超等人在光緒21年11月所辦的《強學報》開始使用孔子紀元。康有為《禮運注·序》中，以孔子降生之年為紀年。